# Taça dos Campeões do Minho de 2013
A Taça dos Campeões do Minho de 2013 foi a 1ª edição da Taça dos Campeões do Minho. 

## Partida
| 20 de Outubro de 2013 | Ninense                    | 1-1 (2-4 g.p.) | Valenciano        | Campo Cruz do Reguengo, Vila Verde |
| 15:00 UTC             | 1-1 Tiago Fernandes 47 min |                | 0-1 Francês 9 min | Árbitro: Pedro Costa               |